# Rabdophaga iteophila
Rabdophaga iteophila är en tvåvingeart som först beskrevs av Friedrich Hermann Loew 1850.  Rabdophaga iteophila ingår i släktet Rabdophaga och familjen gallmyggor.
Artens utbredningsområde är Polen. Inga underarter finns listade i Catalogue of Life.